# Arc compost
|  | No s'ha de confondre amb arc de politges. |

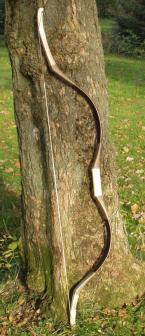
Arc húnnic.

Un arc compost està fet de diferents materials laminats, normalment units a pressió. Materials especialment resistents a la compressió, com les canyes, banyes o la fusta de teix són utilitzats a la cara interna de l'arc (la que assenyala el tirador), mentre que en la cara externa es fan anar materials molt resistents a la tensió, com tendons, seda o fusta de pacaner.
Els arcs huns i magiars eren fets de banya i tendons, i com la major part dels arcs compostos anteriors al segle xx les capes estaven enganxades amb cola animal feta a partir de pells, o amb bufetes de peix. Eren arcs recorbats, cosa que els conferia una potència enorme en una mida petita. Alguns podien arribar a generar 160 lliures, comparat amb les 80-180 de l'arc llarg europeu, que era el doble de gran.
L'arc compost va ser molt utilitzat pels arquers a cavall mongols i d'altres pobles nòmades asiàtics. De fet, formaven la major part de l'horda mongola. També l'arc coreà és un arc compost.
L'arc llarg anglès estava format per fusta externa i interna de teix. Les capes de la primera resistien la compressió i les segones la tensió, convertint-lo en un poderós ressort natural.
Els arcs compostos moderns usen fusta laminada, plàstic i fibra de vidre, i els canvis de temperatura i humitat quasi no els afecten de forma perceptible.
Mongols, seljúcides i arquers a cavall parts feren servir estratègies basades en un atac fort i una retirada. Els parts fins i tot podien disparar asseguts a cavall, mirant enrere, d'aquí ve el nom "tir part". Els mongols, finalment, feren servir molts tipus diferents de fletxes.
El terme arc compost també s'utilitza per referir-se als moderns arcs de politges.

## Origen i evolució històrica
L'arc compost va ser perfeccionat interminablement des dels seus orígens en el segon mil·lenni abans de Crist fins al segle xvii per pobles asiàtics i de l'Orient Mitjà. Tenia molta més potència que qualsevol arc monolític i era més lleuger, però també bastant més costós i fràgil. A la fi del Paleolític s'emprava l'arc senzill o «arc monolític», per estar constituït d'una única peça de fusta. Amb el curs del temps els arcs monolítics es van anar desenvolupant de forma cada vegada més eficaç, com l'arc llarg anglès, però l'arc compost està un esglaó per sobre quant a complexitat: el seu cos no està fet d'una sola peça, sinó de diversos materials que, combinant les seves propietats mecàniques, asseguren una potència i abast molt més grans que les de l'arc monolític.

## Avantatges i desavantatges
L'abast efectiu en combat d'un arc simple emprat en massa oscil·la entorn dels 175-200 m, mentre que el del compost ronda els 300 m. Encara que en ambdós casos les distàncies en combat normalment havien de ser molt menors, 60-150 metres més o menys, amb una cadència de sis trets per minut.
No obstant això, no tot són avantatges: l'arc compost era una arma molt elaborada, un bon arc trigava un any a completar-se, per donar temps a l'adequat assecat de la cola. D'altra banda, segons alguns autors, aquests arcs eren molt sensibles a la humitat, que afectava a la cola orgànica. Probablement per això els arcs compostos no van ser populars a l'Europa humida, aconseguint el seu màxim desenvolupament entre els pobles euroasiàtics i del Pròxim Orient. De fet la humitat ambient en molts dels territoris dominats per arcs compostos era molt elevada. Cal deduir que la hipòtesi anterior és errònia.